# Papestra frustrata
Papestra frustrata là một loài bướm đêm trong họ Noctuidae.